# Port knocking
Port knocking – metoda pozwalająca na nawiązanie zdalnego połączenia z usługami działającymi na komputerze, do którego dostęp został ograniczony np. za pomocą zapory sieciowej, umożliwiająca odróżniania prób połączeń, które powinny i nie powinny być zrealizowane. 
Z punktu widzenia klienta bez autoryzacji, na serwerze nie ma otwartych portów.
Autoryzowany system, z którego ma nastąpić połączenie, wysyła serię pakietów na zamknięte porty maszyny docelowej.
Pakiety te są ignorowane (pozostawione bez odpowiedzi), ale odpowiednie oprogramowanie śledzi przychodzące pakiety i jeśli pakiety z danego adresu IP układają się w zdefiniowaną dla pewnej usługi sekwencję, wówczas system zezwala na połączenie z nią z tego adresu IP.